# Turi Ferro
Turi Ferro, né le 10 janvier 1921 à Catane et mort le 11 mai 2001 dans la même ville, est un acteur italien.

## Biographie
Salvatore « Turi » Ferro est né à Catane le 10 janvier 1921. En 1953 il lance sa propre compagnie théâtrale aux côtés de son épouse, l'actrice Ida Carrara (it) et met en scène un grand nombre d'œuvres d'auteurs siciliens.
Il est l'un des cofondateurs du Teatro Stabile di Catania,. Son répertoire comprend des œuvres mises en scène par Roberto Rossellini et Giorgio Strehler.
Dès le début des années 1970, il commence à apparaître à la télévision italienne, dans des séries télévisées.
Sa carrière cinématographique est moins prolifique. Il apparaît dans 33 films entre 1962 et 1998 la plupart du temps dans des seconds rôles.
En 1974, il reçoit un David di Donatello spécial pour « la valeur et le succès de ses performances ».
La réalisatrice Lina Wertmüller l'a qualifié de « plus grand acteur sicilien après Angelo Musco ».
Turi Ferro est mort à Catane le 10 janvier 1921 à l'âge de 80 ans.

## Filmographie partielle
- 1962 : Un homme à brûler des frères Taviani et Valentino Orsini
- 1965 : Je la connaissais bien de Antonio Pietrangeli
- 1966 : Rita la zanzara de Lina Wertmüller
- 1968 : Opération fric de Michele Lupo
- 1971 : Nous sommes tous en liberté provisoire de Damiano Damiani
- 1971 : Scipion, dit aussi l'Africain (Scipione detto anche l'africano) de Luigi Magni
- 1972 : Chronique d'un homicide de Mauro Bolognini
- 1972 : Mimi métallo blessé dans son honneur de Lina Wertmüller
- 1973 : Malicia de Salvatore Samperi
- 1974 : Un parfum d'amour (Virilità) de Paolo Cavara.
- 1974 : Il lumacone de Paolo Cavara
- 1978 : D'amour et de sang de Lina Wertmüller
- 1979 : Ernesto de Salvatore Samperi
- 1981 : Il turno de Tonino Cervi
- 1991 : Malicia 2000 de Salvatore Samperi
- 1998 : Kaos II des frères Taviani